# Матеріали з археології Північного Причорномор'я
«Матеріали з археології Північного Причорномор'я» — неперіодичне видання, започатковане Одеським археологічним музеєм 1957 з метою оперативного видання результатів археологічних досліджень та наукових розробок з питань стародавньої історії південних районів України та Молдови від доби палеоліту до епохи середньовіччя. Спеціальний випуск цього видання було присвячено знахідкам з розкопок Роксоланівського городища (давній Ніконій). Значний внесок у підготовку та видання «Матеріалів…» зробили М.Синицин, О.Сальніков, П.Каришковський, Г.Дзіс-Райко, І.Клейман. З 1957 до 1976 вийшло друком 8 випусків українською та російською мовами.